# Kevelaer
Kevelaer – miasto w Niemczech, w kraju związkowym Nadrenia Północna-Westfalia, w rejencji Düsseldorf, w powiecie Kleve. Liczy 28 328 mieszkańców (2010).
Kevelaer leży ok. 6 km od granicy z Holandią. Znane jest z Sanktuarium Matki Bożej Pocieszycielki Strapionych, najbardziej znanego i uczęszczanego w Niemczech. Jest ono odwiedzane przez 800 000 pielgrzymów (głównie z Niemiec i Holandii) rocznie.
Miasto od średniowiecza należało do Geldrii. Od 1556 znajdowało się pod panowaniem Hiszpanii, utracone po wojnie o sukcesję hiszpańską w 1713 na rzecz Prus. W 1794 włączone do Francji, od 1815 ponownie w granicach Prus, wraz z którymi w 1871 weszło w skład Niemiec.

## Gospodarka
W mieście rozwinął się przemysł metalowy, skórzany, drzewny oraz poligraficzny.

## Zabytki

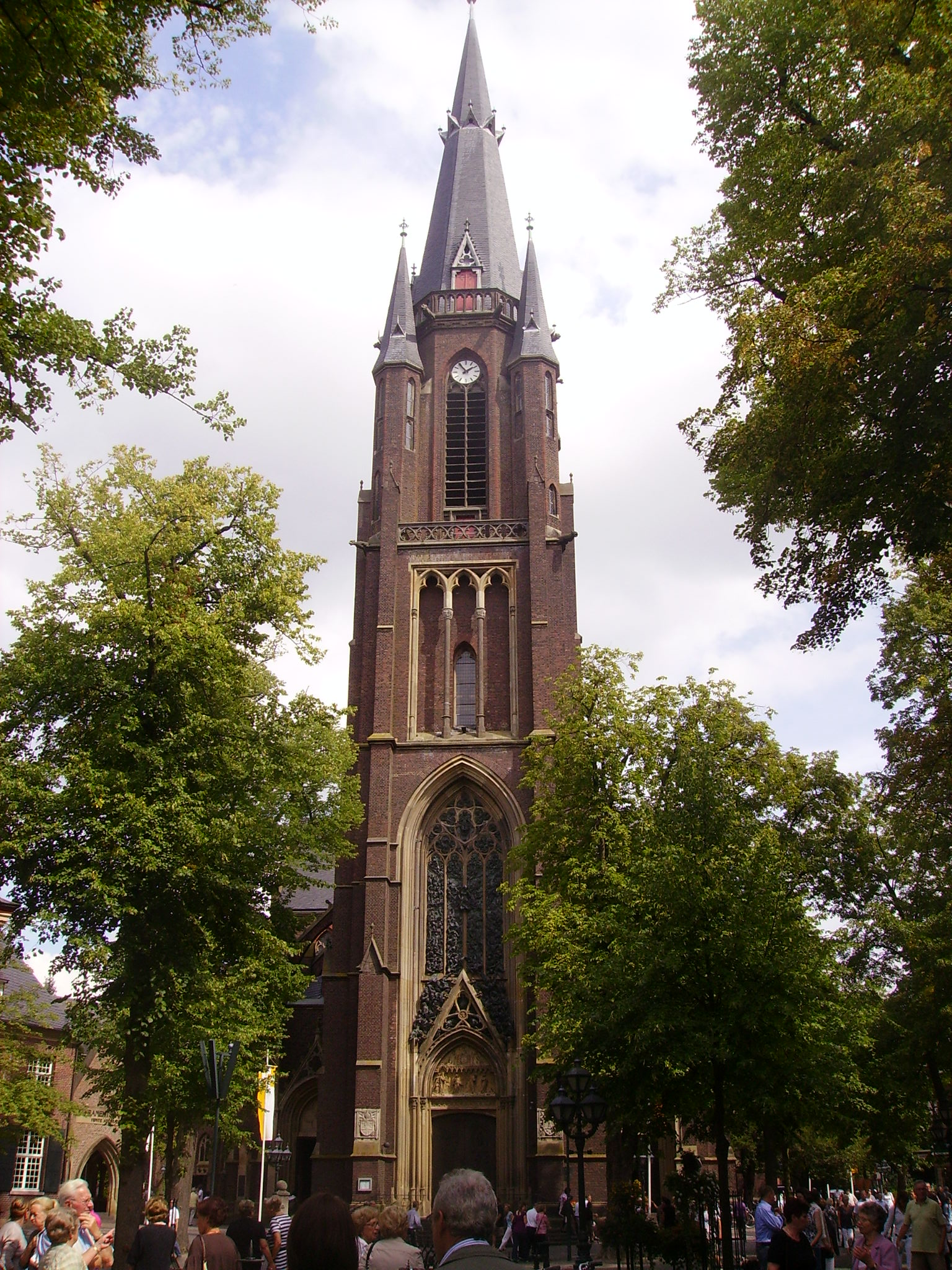
Bazylika Mariacka
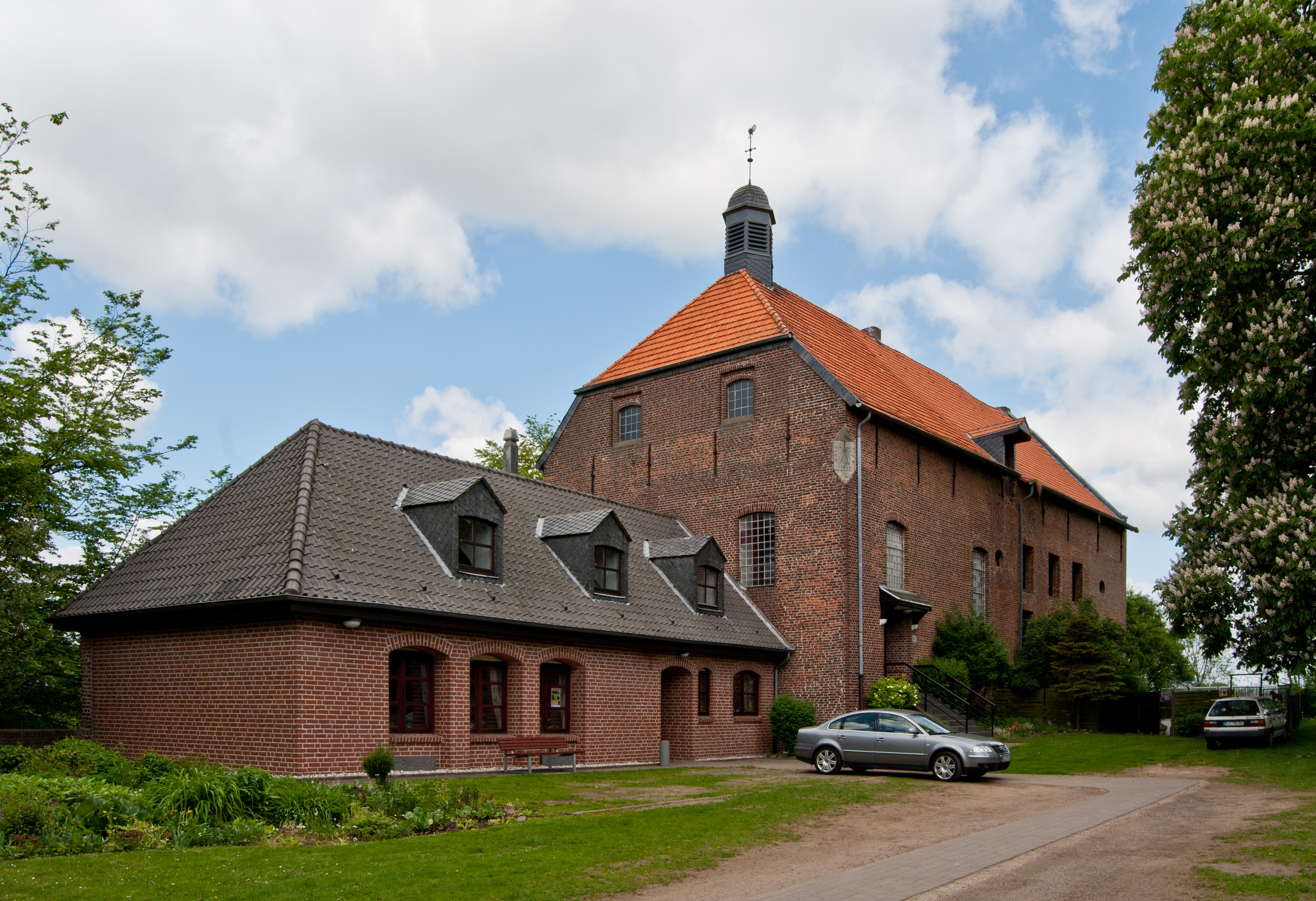
Zamek Kervenheim
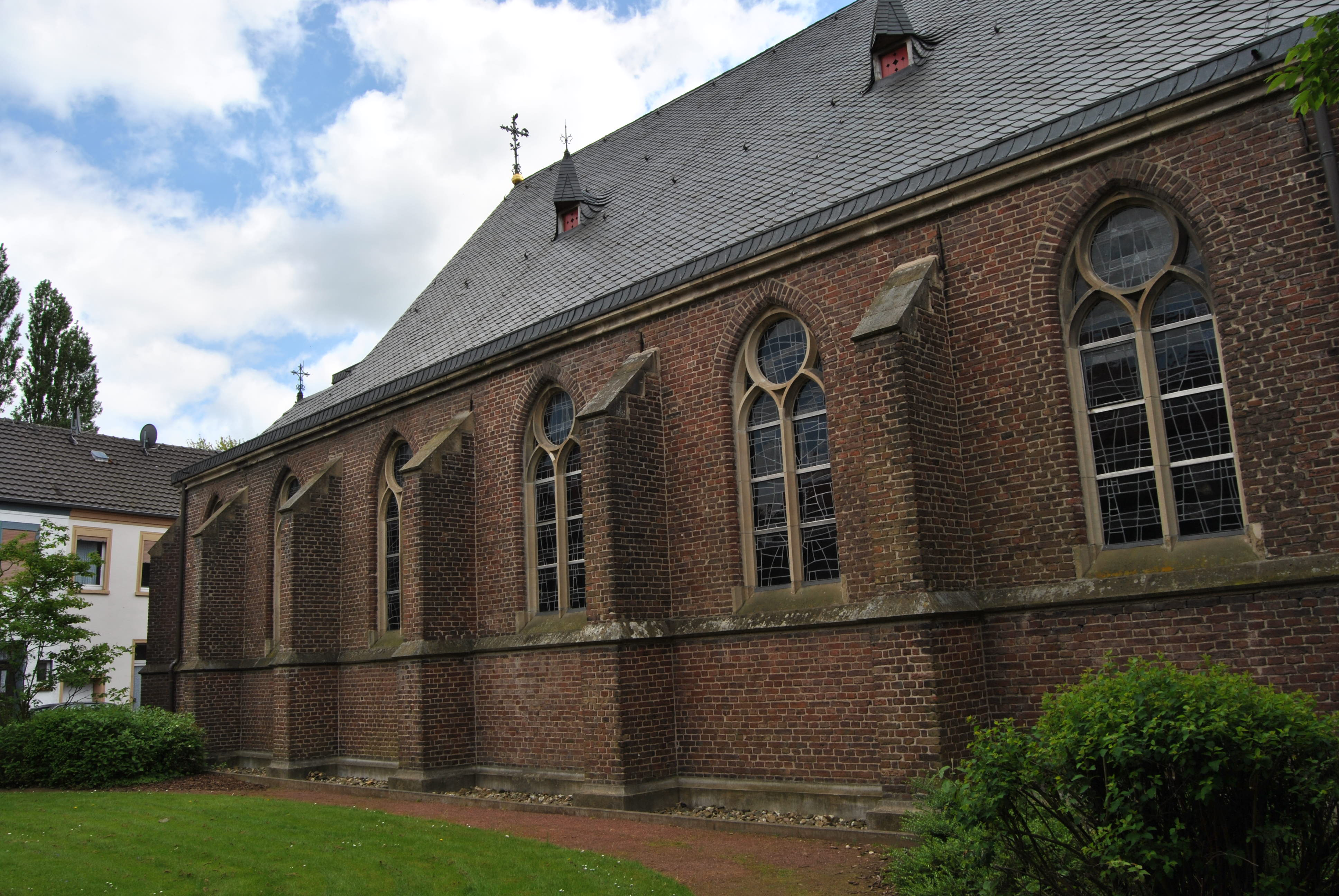
Kościół św. Antoniego
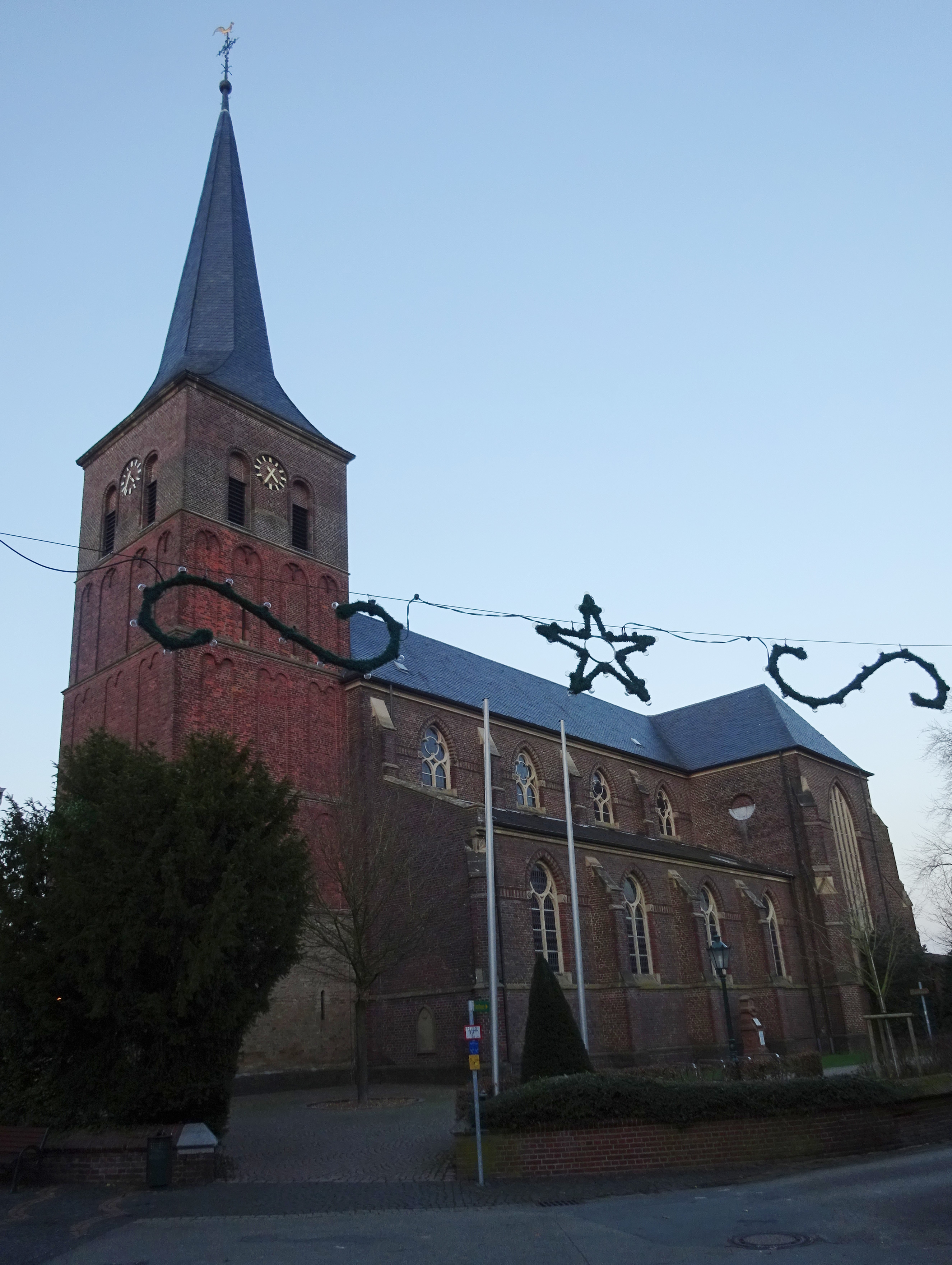
Kościół św. Urbana
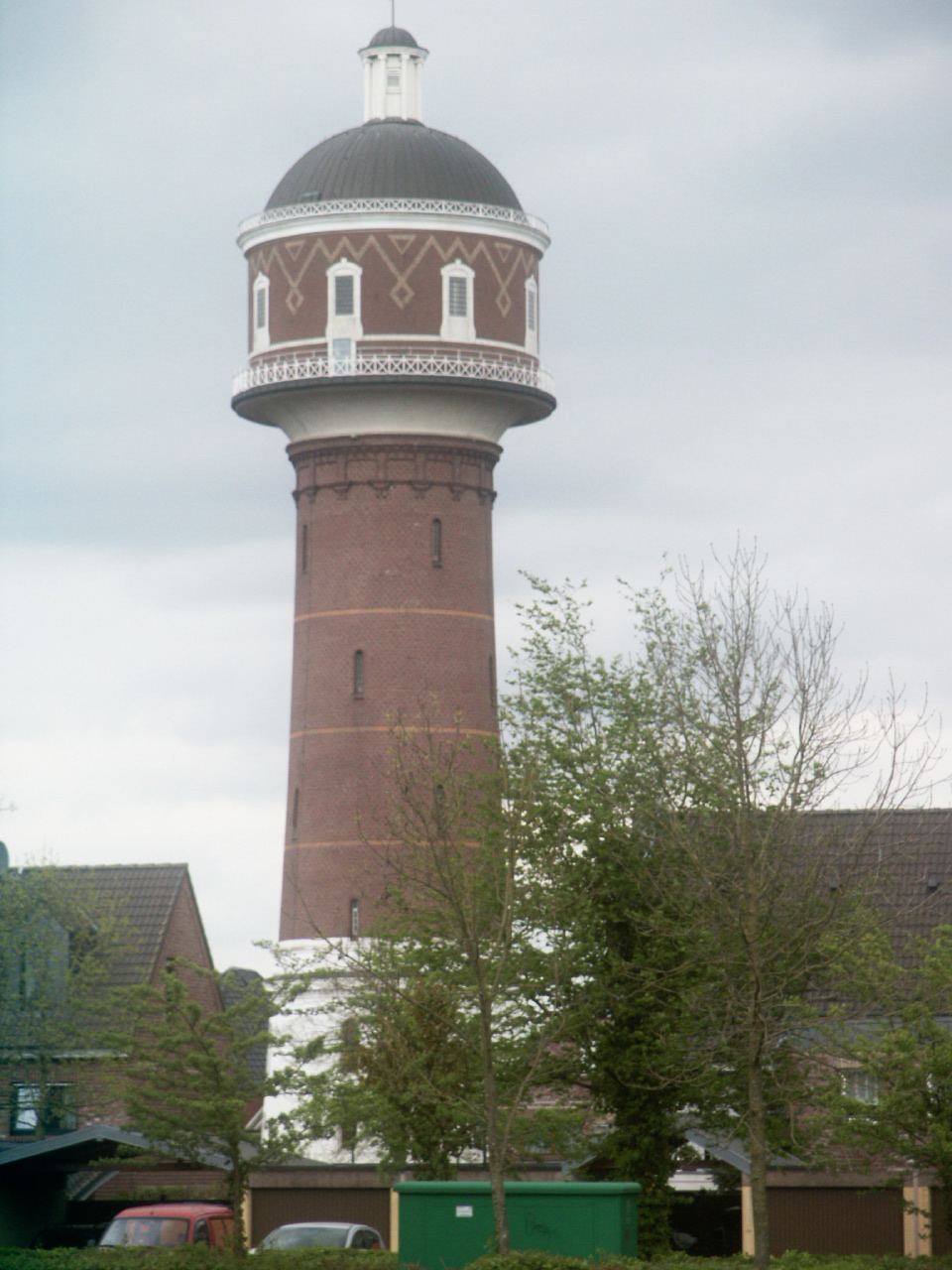
Wieża ciśnień

- Bazylika Mariacka
- Zamek Kervenheim
- Kościół św. Antoniego
- Kościół św. Urbana
- Wieża ciśnień